# لرنا ریور
لُرنا رِیور (انگلیسی: Lorna Raver؛ زادهٔ ۹ اکتبر ۱۹۴۳) یک هنرپیشه اهل ایالات متحده آمریکا است. وی از سال ۱۹۸۹ میلادی تاکنون مشغول فعالیت بوده‌است.

## گزیدهٔ آثار

### سینما
- زره (۲۰۰۹)
- مرا به دوزخ بکش (۲۰۰۹)
- آزادراه (۱۹۹۶)

### تلویزیون
- آناتومی گری (۲۰۱۳)
- استخوان‌ها (۲۰۰۹)
- جراحی پلاستیک (۲۰۰۶)
- سی‌اس‌آی (۲۰۰۶)
- بوستون لیگال (۲۰۰۶–۲۰۰۴)
- علف (۲۰۰۵)
- دنیای مالکوم (۲۰۰۵)
- کدبانوهای وامانده (۲۰۰۴)
- افسون‌شده(۲۰۰۲)
- پزشک دهکده (۱۹۹۷)
- بخش فوریت‌های پزشکی (۱۹۹۶)